# Transport ferroviaire en Turquie
Le transport ferroviaire en Turquie est un service de transport de voyageurs et de marchandises via un réseau de chemin de fer exploité par l'entreprise publique Türkiye Cumhuriyeti Devlet Demiryolları (TCDD) en Turquie. Il existe aussi des réseaux ferrés de tramway et de métro.
Le réseau ferroviaire est à écartement normal (1 435 mm).

## Histoire

### XIXesiècle
La construction de la première ligne de chemin de fer en Turquie a commencé en 1856, sous l'Empire ottoman, par une compagnie britannique. Par la suite, les Allemands et les Français ont également construit des lignes — pour des motifs à la fois économiques et stratégiques, en raison de la position importante de la région dans le commerce entre l'Europe et l'Asie.

### XXe siècle

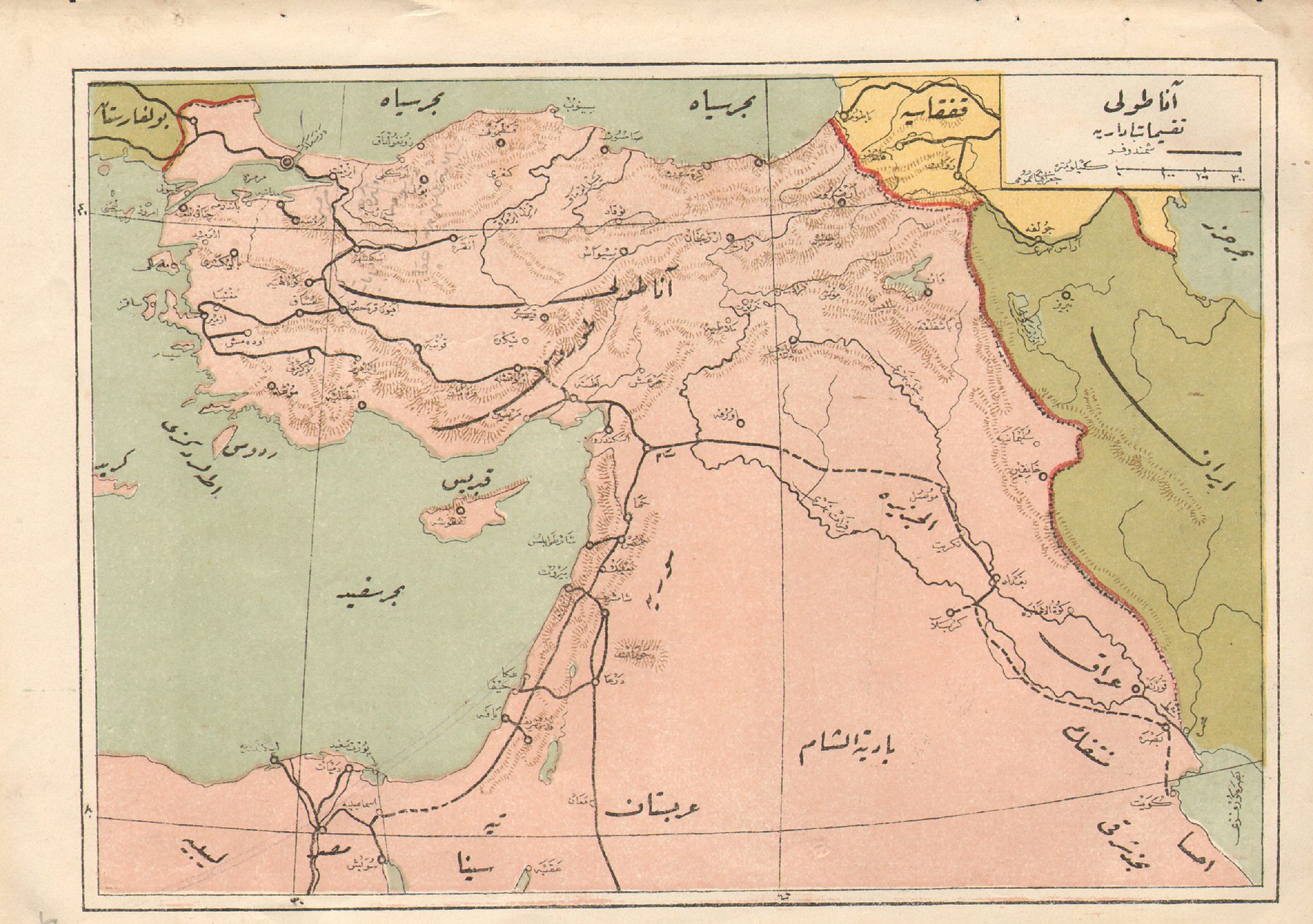
Réseau ferroviaire juste avant la première guerre mondiale

### XXIesiècle

Réseau ferroviaire turc

- Vitesse opérationnelle max 310-320 km/h
- Vitesse opérationnelle max 270-300 km/h
- Vitesse opérationnelle max 240-260 km/h
- Vitesse opérationnelle max 200-230 km/h
- En construction avec vitesse opérationnelle max ≥ 200 km/h
- Vitesse opérationnelle max < 200 km/h

À la fin 2008, les chemins de fer de Turquie comportent 10 991 km de ligne. Depuis 2009, les TCDD exploitent aussi une ligne à grande vitesse, reliant actuellement (2013) Ankara à Eskişehir et à Konya.
En 2014, la Turquie possède également une ligne de TGV de 533 km reliant Istanbul à Ankara avec des arrêts à Bozüyük, Bilecik, Pamukova, Sapanca, İzmit et Gebze.
La même année, TCDD a inauguré la ligne de TGV entre Istanbul et Konya.
En 2021, la Turquie s'ouvre la possibilité d'améliorer sa relation ferroviaire avec l'Arménie.

#### Aujourd'hui
Les lignes Ankara-Izmir, Ankara-Bursa, Ankara-Sivas sont toujours en construction. 

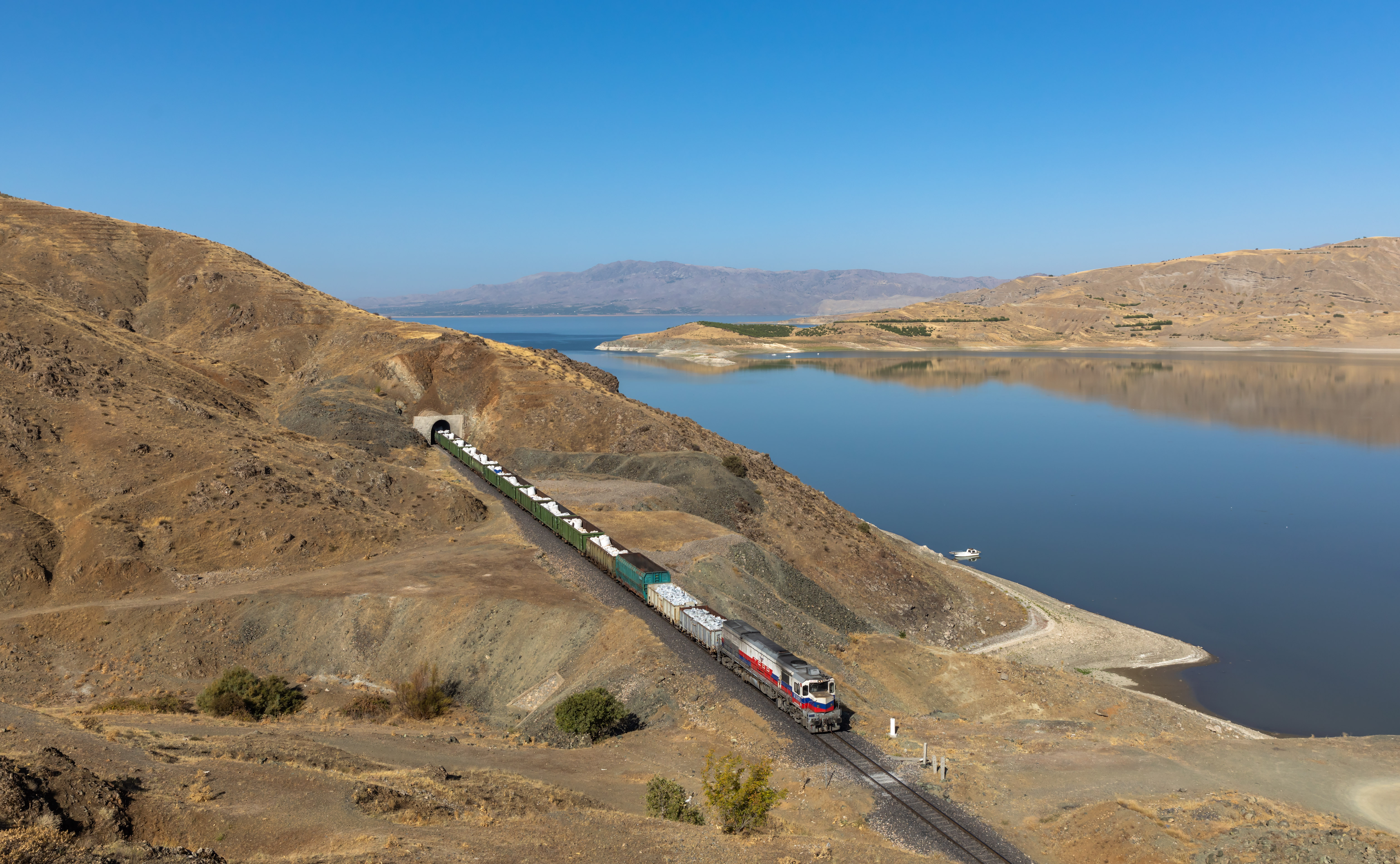
Un train de fret sur la Yolçatı-Tatvan demiryolu (tr), vers la ville de Tatvan et le réservoir de Keban. Il transporte probablement des biens en direction de l'Iran. Octobre 2022.
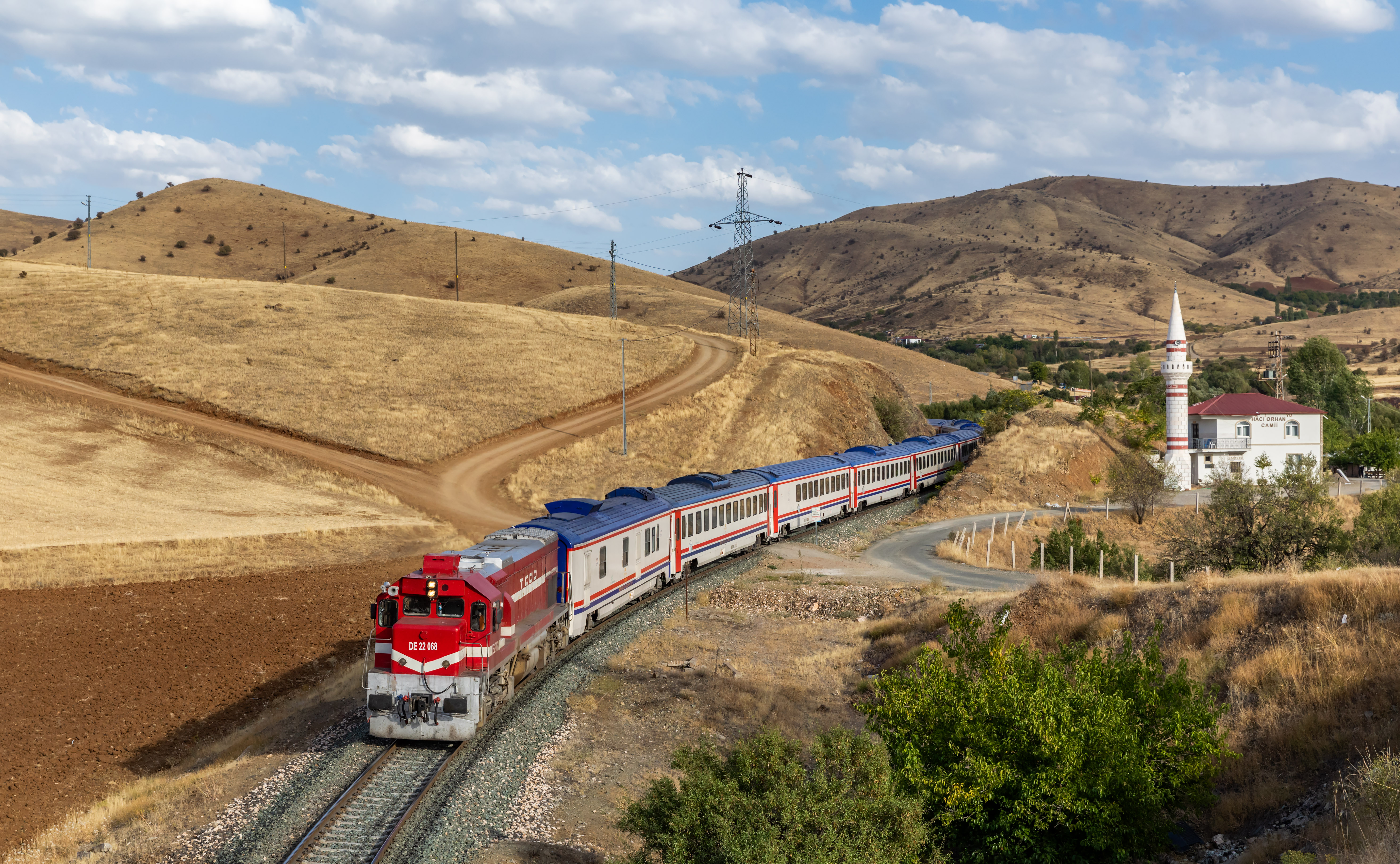
Transport ferroviaire en Turquie, sur la ligne Kurtalan et Ankara, entre Kurk (ku) et la gare Uluova. Octobre 2022.
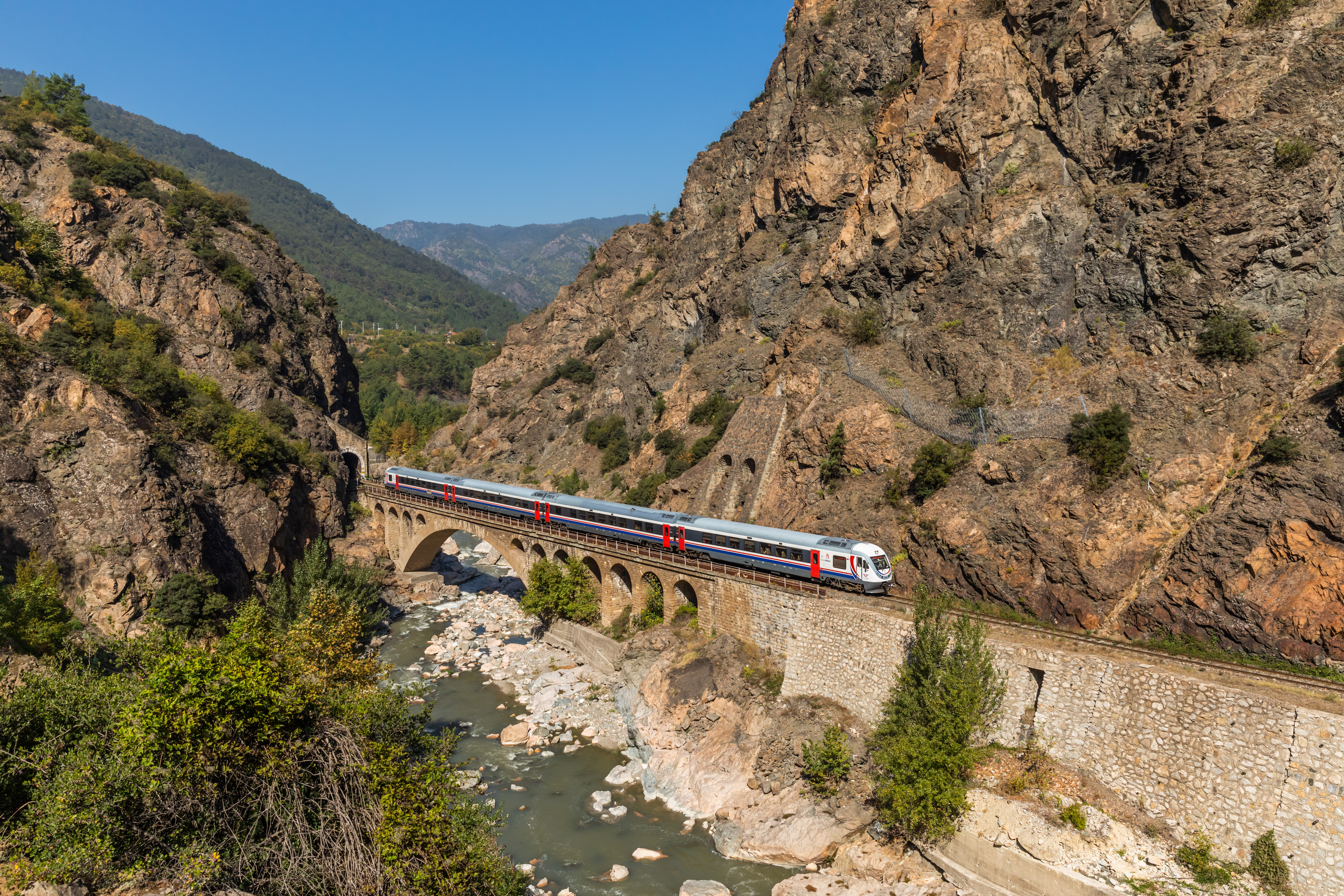
Un train sur la Irmak-Zonguldak demiryolu (tr) traverse la rivière de Filyos entre Bolkuş et Karabük. Décembre 2022.

L'industrie ferroviaire comprend en outre des entreprises de construction ferroviaire (locomotives, voitures pour voyageurs, wagons), filiales des TCDD, développant leurs propres produits ou construisant sous licence.
Du côté européen, Istanbul est relié à la Grèce (poste-frontière de Uzunköprü) et à la Bulgarie (poste-frontière de Kapıkule).
Du côté asiatique, le réseau est relié à l'Iran (poste-frontière de Kapıköy), à la Syrie (trois points frontière de İslahiye, Karkamış et Nusaybın) et à l'Arménie (poste-frontière de Kars).
La gare d'Istanbul Sirkeci qui pendant longtemps a été le terminus des mythiques Orient-Express et Simplon Orient Express, n'est plus que le point de départ des deux trains internationaux « Filia Express » (le train de l'amitié) Istanbul - Thessalonique et « Bosphorus Express » Istanbul-Sofia-Belgrade avec une branche Bucarest.
Un train autocouchettes (Optima-Express) relie plusieurs fois par semaine, d'avril à novembre, Villach en Autriche à Edirne.
Vers l'Asie, Ankara est relié à Téhéran par l'Asia-Express. Il existe aussi une relation entre Mersin et Alep, une entre Gaziantep et Alep, un train Damas - Van - Téhéran et enfin un train vers l'Irak reliant Gaziantep à Mossoul
À la suite de la guerre civile en Syrie et en Irak, les liaisons entre ces pays sont suspendues.